# Опасне намере
Опасне намере амерички је филм из 1995, који је режирао Мајкл Тошијуки Уно.

## Улоге
| Глумац            | Улога                        |
| ----------------- | ---------------------------- |
| Дона Мајлс        | Бет Вилијамсон               |
| Корбин Берсен     | Том Вилијамсон               |
| Елисон Хосек      | Тери                         |
| Шеила Ларкен      | Ненси Боил                   |
| Кен Погу          | Андреј                       |
| Ана Фергусон      | Алис                         |
| Александра Парвис | Лори Вилијамсон / Шели Барет |
| Пати Јасутејк     | Луис                         |
| Робин Гивенс      | Кеј Ферар                    |
| Трејси Олсон      | Џои Ферар                    |
| Том Кавана        | Рон                          |